# Lalage leucopyga
Lalage leucopyga là một loài chim trong họ Campephagidae.